# Belgrad-Banja Luka
Belgrad-Banja Luka (serb. Beograd-Banja Luka) – coroczny wyścig kolarski, w latach 2007–2017 odbywający się w formie dwóch oddzielnych wyścigów jednodniowych, a od 2018 w formacie jednego wyścigu wieloetapowego.
W latach 2007–2017 odbywały się dwa oddzielne wyścigi jednodniowe o nazwie Belgrad–Banja Luka, rozróżniane cyfrą rzymską (Belgrad-Banja Luka I oraz Belgrad-Banja Luka II) – w obu przypadkach zarówno kierunek przejazdu między oboma miejscowościami, jak i trasy czy dystans wyścigu ulegały zmianom w różnych edycjach. Oba wyścigi znajdowały się w kalendarzach UCI Europe Tour z kategorią 1.2 (wyjątek nastąpił tylko w 2009, gdy wyścig rozegrany jako Belgrad-Banja Luka II nie znalazł się w kalendarzu UCI). Od 2018 zaprzestano rozgrywania dwóch oddzielnych wyścigów jednodniowych, tworząc w to miejsce jeden wspólny wyścig wieloetapowy o tej samej nazwie (Belgrad-Banja Luka) i kategorii 2.1, także znajdujący się w kalendarzu UCI Europe Tour.

## Zwycięzcy

### Wyścigi jednodniowe (2007–2017)

#### Belgrad-Banja Luka I
| Rok  | Pierwsze          | Drugie                 | Trzecie                |
| ---- | ----------------- | ---------------------- | ---------------------- |
| 2007 | Matej Gnezda      | Igor Kranjec           | Gergely Ivanics        |
| 2008 | Aldo Ino Ilešič   | Daniele Callegarin     | Emanuele Rizza         |
| 2009 | Normunds Lasis    | Rino Zampilli          | Krisztián Lovassy      |
| 2010 | Jure Zrimšek      | Maroš Kováč            | Yasuharu Nakajima      |
| 2011 | Krisztián Lovassy | Matej Marin            | Radoslav Rogina        |
| 2012 | Marko Kump        | Luka Mezgec            | Robert Jenko           |
| 2013 | Michal Kolář      | Jan Sokol              | Matej Mugerli          |
| 2014 | Martin Otoničar   | Fabian Schnaidt        | Mattia Gavazzi         |
| 2015 | Marko Kump        | Charalambos Kastrandas | Polichronis Dzordzakis |
| 2016 | Witalij Buc       | Ołeksandr Surutkowycz  | Raman Ramanau          |
| 2017 | Barnabás Peák     | Robert Jenko           | Dušan Rajović          |

#### Belgrad-Banja Luka II
| Rok  | Pierwsze         | Drugie            | Trzecie               |
| ---- | ---------------- | ----------------- | --------------------- |
| 2007 | Zsolt Dér        | Jure Kocjan       | Igor Kranjec          |
| 2008 | Matej Stare      | Matej Gnezda      | Daniele Callegarin    |
| 2009 | Vladimir Kerkez  | Bálint Szeghalmi  | Boštjan Rezman        |
| 2010 | Matej Marin      | Nik Burjek        | Borisław Iwanow       |
| 2011 | Matija Kvasina   | Matej Jurčo       | Luka Mezgec           |
| 2012 | Matej Mugerli    | Marko Kump        | Riccardo Zoidl        |
| 2013 | Matej Mugerli    | Markus Eibegger   | Jan Sokol             |
| 2014 | Ivan Stević      | Jeorjos Buglas    | Stefan Schäfer        |
| 2015 | Andi Bajc        | Lukas Pöstlberger | Ivan Stević           |
| 2016 | Filippo Fortin   | Witalij Buc       | Ołeksandr Surutkowycz |
| 2017 | Nicola Gaffurini | Paolo Totò        | Dušan Rajović         |

### Wyścigi wieloetapowe (od 2018)
| Rok  | Pierwsze            | Drugie               | Trzecie         |
| ---- | ------------------- | -------------------- | --------------- |
| 2018 | Gašper Katrašnik    | Roman Majkin         | Nicolás Tivani  |
| 2019 | Paweł Franczak      | Aaron Grosser        | Attila Valter   |
| 2020 | Jakub Kaczmarek     | Martí Márquez        | Daniił Pronski  |
| 2021 | Mihkel Räim         | Justin Wolf          | Patryk Stosz    |
| 2022 | Jakub Kaczmarek     | Gianni Marchand      | Lennert Teugels |
| 2023 | Gregor Matija Černe | Eduard-Michael Grosu | Bartosz Rudyk   |
| 2024 | Piotr Pękala        | Davide Toneatti      | Mihael Štajnar  |
| 2025 |                     |                      |                 |